# Montaignac-Saint-Hippolyte
Montaignac-Saint-Hippolyte ist eine ehemalige französische Gemeinde mit 597 Einwohnern (Stand: 1. Januar 2019) im Département Corrèze in der Region Nouvelle-Aquitaine. Die Einwohner nennen sich Montaignacois(es).
Der Erlass vom 30. September 2021 legte mit Wirkung zum 1. Januar 2022 die Eingliederung von Montaignac-Saint-Hippolyte zusammen mit der früheren Gemeinde Le Jardin zur neuen Commune nouvelle Montaignac-sur-Doustre fest. Die früheren Gemeinden erhielten hierbei nicht den Status von Communes déléguées.

## Geografie
Die Gemeinde liegt im Zentralmassiv am Oberlauf der Doustre und ist von ausgedehnten Wäldern und Feldern umgeben. Tulle, die Präfektur des Départements liegt ungefähr 20 Kilometer südwestlich und Égletons etwa 8 Kilometer nordöstlich sowie Ussel rund 35 Kilometer nordöstlich.
Umgeben wird Montaignac-Saint-Hippolyte von den Nachbargemeinden und eines weiteren Ortsteils der Commune nouvelle:
|        | Rosiers-d’Égletons                                                    | Chapelle-Spinasse     |
|        | Kompassrose, die auf Nachbargemeinden zeigt                           | Saint-Hilaire-Foissac |
| Eyrein | Champagnac-la-Noaille Le Jardin (Ortsteil von Montaignac-sur-Doustre) |                       |

## Wappen
Beschreibung: In Schwarz ein durchgehendes silbernes Andreaskreuz von vier goldenen Spornräder bewinkelt und eine Rot-Gold geschachte Vierung rechts oben.

## Einwohnerentwicklung
| Jahr      | 1962 | 1968 | 1975 | 1982 | 1990 | 1999 | 2006 | 2013 | 2019 |
| --------- | ---- | ---- | ---- | ---- | ---- | ---- | ---- | ---- | ---- |
| Einwohner | 608  | 681  | 541  | 579  | 587  | 565  | 550  | 541  | 597  |

## Sehenswürdigkeiten
- Château de Montaignac[2]
- Kapelle von Montaignac

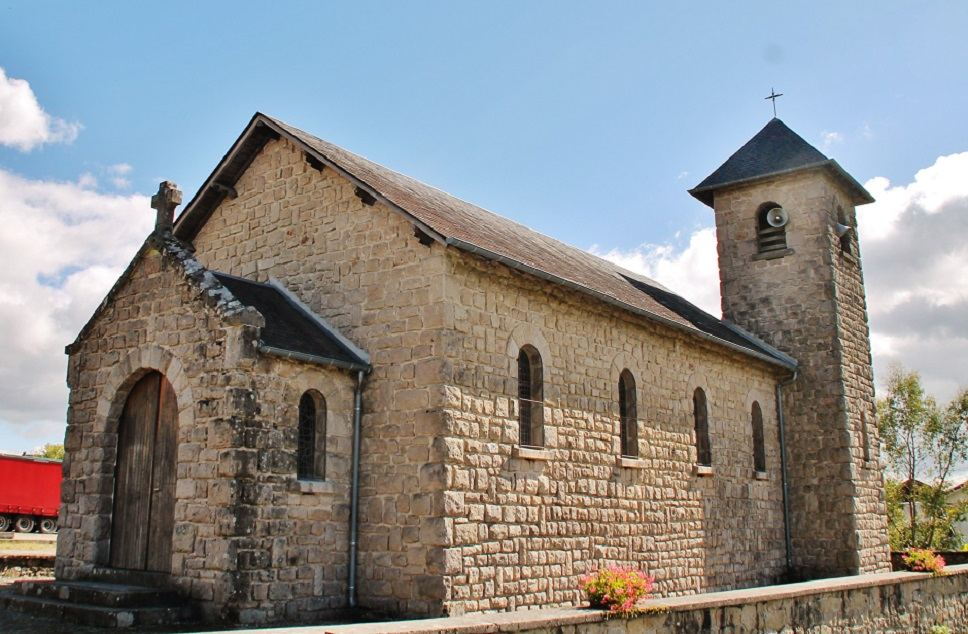
Kirche Saint-Hippolyte

- Étang de Gros, ein im 18. Jahrhundert angelegter Teich von 12 ha Größe[3]
- Kaskaden der Doustre